# Corticaria rueckeri
Corticaria rueckeri là một loài bọ cánh cứng trong họ Latridiidae. Loài này được Otero, Marino & Lopez miêu tả khoa học năm 2006.